# Desa Sanggrahan (administrativ by i Indonesien, Jawa Timur, lat -8,19, long 111,19)
Desa Sanggrahan är en administrativ by i Indonesien.   Den ligger i provinsen Jawa Timur, i den västra delen av landet, 500 km öster om huvudstaden Jakarta.